# Tristan (Thomas Mann)
Tristan ist eine Novelle Thomas Manns, die im Frühjahr des Jahres 1901 (vermutlich Januar–April) entstand und 1903 im Novellenband „Tristan. Sechs Novellen“ veröffentlicht wurde. Sie ist angelegt als „Burleske“, die den Zusammenstoß von „skurrilem Schönheitssinn“ mit der „praktischen Realität“ beschreibt.

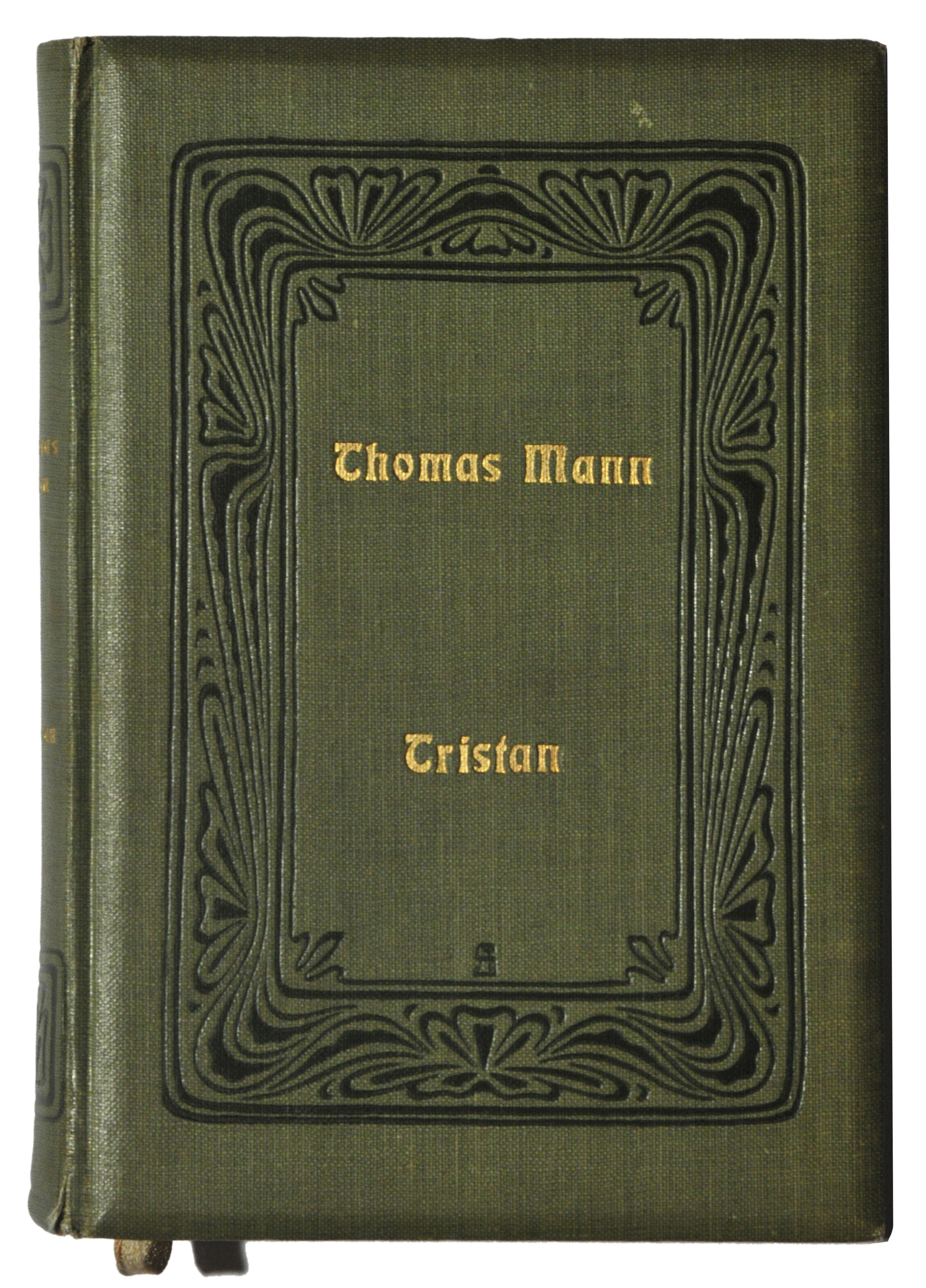
Verlagseinband der Erstausgabe 1903

## Inhalt

### Vorstellung der Protagonisten
Der einsame Schriftsteller Detlev Spinell hat sich aus den Niederungen des Alltags in die eisige Hochgebirgsluft des Sanatoriums Einfried zurückgezogen. Als Literat ist er erfolglos geblieben. Seine einzige Veröffentlichung besteht in einem schmalen Roman, „gedruckt auf einer Art von Kaffeesieb-Papier, mit Buchstaben, von denen jeder“ aussieht „wie eine gotische Kathedrale“, der in „mondänen Salons […] voller erlesener Gegenstände“ spielt. Überhaupt ist Spinell ein seltsames ästhetisches Empfinden zu eigen, das ihn häufig aus fragwürdigem Anlass in ein „Wie schön! Gott, sehen Sie, wie schön“ ausbrechen lässt. Auch im Haus Einfried schreibt er mit Leidenschaft, allerdings nur Briefe, auf die er aber nur höchst selten Antwort bekommt. Der Klinikleiter, Dr. Leander, verachtet seinen merkwürdigen Gast, und ein zynischer Patient hat ihn seines „wunderlichen Äußeren“ und seiner „großen kariösen Zähne“ wegen „den verwesten Säugling“ getauft.
Eines Tages trifft Frau Klöterjahn ein, die Gattin eines hanseatischen Kaufmanns. Seit der Geburt ihres kraftstrotzenden und damit ganz nach seinem Vater geratenen Sohnes Anton hat die kränkliche Frau Probleme mit der Luftröhre, möglicherweise auch mit der Lunge, die sie hier im Sanatorium zu kurieren gedenkt. Bald gesellt sich die farblose, schwerhörige Rätin Spatz an ihre Seite, deren Funktion sich darauf beschränkt, alles, was ihre Gefährtin sagt, zu bestätigen.
Spinell fühlt sich sofort von Gabriele Klöterjahn, einer geborenen Eckhof, wie magisch angezogen, fragt sie neugierig über Herkunft und Umfeld aus und erfährt, dass sie früher Klavier gespielt, dies aber aufgegeben habe. Weiter erzählt Frau Klöterjahn, wie sie ihren Mann kennenlernte: Mit Freundinnen habe sie im elterlichen Garten gesessen, „jämmerlich verwildert und verwuchert und von zerbröckelten, vermoosten Mauern eingeschlossen […] in der Mitte ein Springbrunnen, von einem dichten Kranz von Schwertlilien umgeben“. Sie hätten gehäkelt, als ihr plötzlich von ihrem Vater ein junger Geschäftsfreund vorgestellt worden sei, in den sie sich verliebt und den sie gegen den Widerstand ihres Vaters geheiratet habe. Spinell zeigt sich von der Gartenszene tief beeindruckt und schmückt sie schwärmerisch mit Details aus. Gewiss hätten sie gesungen, und wenn er, Spinell, dabei gewesen wäre, hätte er in Gabrieles Haar eine „kleine, goldene Krone, ganz unscheinbar, aber bedeutungsvoll“ blinken sehen. Angetan von der „schwachen Grazie und dem zarten Liebreiz“ seiner neuen Bekanntschaft, beteuert Spinell, dass die „Peitsche verdient“, wer das ehemalige Fräulein Gabriele Eckhof mit seinem jetzigen Namen Frau Klöterjahn nenne.

### Der Klaviernachmittag
Während eines Schlittenausflugs der anderen Patienten trifft Spinell im Salon Frau Klöterjahn in Gesellschaft der gelangweilten Rätin Spatz. Nach einigem Zureden gelingt es ihm, sie zu etwas Klavierspiel zu überreden, obwohl ihr, wie sie einwendet, dies von ärztlicher Seite ausdrücklich verboten worden sei. Nach einigen Nocturnes von Chopin entdeckt Spinell die Partitur von Wagners Oper Tristan und Isolde. Frau Klöterjahn wählt das Sehnsuchts-, dann das Liebesmotiv: „Zwei Kräfte, zwei entrückte Wesen strebten in Leiden und in Seligkeit nacheinander und umarmten sich in dem verzückten und wahnsinnigen Begehren nach dem Ewigen und Absoluten“. Nicht einmal der gespensterhafte kurze Auftritt der verwirrten Patientin und Pastorin Höhlenrauch vermag das überwältigende Erlebnis zu stören. In der anschließenden „überirdischen tiefen Stille“ verharren die beiden hingerissen noch eine Weile im schwach flackernden Kerzenlicht. Dann sinkt Spinell, dankbar und voller Bewunderung für seine angebetete Interpretin, mit gefalteten Händen vor Gabriele auf die Knie, während man aus der Ferne bereits die heimkehrenden Schlitten hören kann, „Schellenklappern, Peitschenknall und das Ineinanderklingen menschlicher Stimmen“.

### Der Brief
Da sich Frau Klöterjahns Zustand verschlechtert, wird ihrem Gatten, der in seiner Vaterstadt an der Ostsee seinen Geschäften nachgeht und sich dort für unentbehrlich hält, signalisiert, dringend zu seiner Frau zurückzukehren. Der Anblick des naiv-vitalen Menschen, der bald darauf etwas ungehalten, mit dem feisten Söhnlein Anton auf dem Arm, erscheint, wird Spinell zur Qual. Noch ganz unter dem Eindruck des gemeinsamen Klaviernachmittags schreibt er an Klöterjahn einen gedrechselten Brief. Wortreich beschwört er darin das ihm aus Gabrieles Erzählungen bekannte Idyll im Eckhofschen Schwertliliengarten herauf, die „rührende und friedevolle Apotheose, getaucht in die abendliche Verklärung des Verfalls“, um sodann Klöterjahn einen „unbewußten Typus“ zu schelten, einen „plebejischen Gourmand“, der besitzen und entweihen will, statt nur ehrfurchtsvoll zu „schauen“. „Die müde, scheue, in erhabener Unbrauchbarkeit blühende Schönheit des Todes“ habe er „in den Dienst des gemeinen Alltags […] erniedrigt.“. Während Gabriele dahinsterbe, setze der kleine Anton „die niedrige Existenz seines Erzeugers“ fort.
Daraufhin sucht Klöterjahn den Dichter persönlich auf, bezeichnet ihn als „Hanswurst“ und „Feigling“, der „Angst vor der Wirklichkeit“ habe, zitiert dabei fortwährend in verballhornender Weise aus Spinells Brief, den er einen „Wisch voll blödsinniger Injurien“ nennt. Dass Spinell ein verschrobenes Subjekt sei, sei ihm aus Gabrieles Briefen bekannt, seine Intrigen würden ihm indes nichts nützen, vielmehr behalte er, Klöterjahn, sich rechtliche Schritte vor. Spinell sei ein neidvoller „Jammermensch“, ein „Esel“, ein „hinterlistiger Idiot“ und „gemeingefährlich“. Er, Klöterjahn, dagegen habe, wie er mehrfach beteuert, „das Herz auf dem rechten Fleck“. Sein zorniger Wortschwall wird erst durch das alarmierende Eintreten der Rätin Spatz beendet, die Klöterjahn an das Bett seiner Frau ruft. Deren Zustand habe sich dramatisch verschlechtert, sie leide nun doch an der Lunge und habe „fürchterlich viel Blut“ gespuckt. Dass ihr Tod bevorsteht, bleibt unausgesprochen, wird aber später durch ihr „verhängtes Fenster“ diskret angedeutet.
Während des anschließenden Spaziergangs begegnet Spinell dem kleinen Anton Klöterjahn und seiner üppigen Kinderfrau. Als der Kleine ihn erblickt, geschieht „das Gräßliche, daß Anton Klöterjahn zu lachen und zu jubeln“ beginnt und in einen „Anfall animalischen Wohlbefindens“ ausbricht. Entsetzt macht Spinell kehrt und geht von dannen, „mit dem gewaltsam zögernden Schritt jemandes, der verbergen will, dass er innerlich davonläuft“.

## Interpretation

### Thematik
Zentrales Thema der Novelle ist der Konflikt zwischen der zu Krankheit und Tod neigenden Geistigkeit des Künstlertums einerseits und der vital-lebensfrohen Körperlichkeit der „realen“ Bürgerwelt andererseits, zwei Prinzipien, die durch die Protagonisten, den Dichter und den hanseatischen Kaufmann, mehr karikiert als idealtypisch repräsentiert werden. Das Thema hat Thomas Mann wiederholt beschäftigt, schon früh in der Novelle Tonio Kröger, später dann vor allem im Roman Der Zauberberg.
Überhaupt enthält Tristan einige Vorgriffe auf den Zauberberg. Unübersehbar sind die Parallelen zwischen dem Haus Einfried, einem Einsamkeit und Frieden verheißenden Sanatorium für Lungenkranke, und dem in den Davoser Alpen gelegenen Berghof. Der gebieterisch-autoritäre Klinikleiter Hofrat Behrens klingt in Tristan bereits als Dr. Leander an. Auch die „Liegekuren“, die „ganz in Decken und Pelzwerk verpackte“ Patienten dem „sonnigen Frost auf der Terrasse“ aussetzen, die schrulligen Mitbewohner, die Winterausflüge in die Umgebung, all das greift der Welt des Zauberbergs vor.
Das zentrale Thema wird verstärkt durch das aus Wagners Oper bekannte Tristan-Motiv, Symbolik einer unglücklichen Liebe, die in den Tod führt. Thomas Mann parodiert hier den Wagner-Kult am Anfang des 20. Jahrhunderts. Der Name des fiktionalen Sanatoriums, Einfried, klingt an an Wahnfried, Wagners Wohnhaus in seinem letzten Lebensjahrzehnt.

### Figuren

#### Spinell
Mit Detlev Spinell karikiert Thomas Mann den amoralischen Ästhetizismus, eine literarische Strömung, die während der Entstehungszeit der Novelle in voller Blüte stand. Spinell hat literarisch nicht mehr als einen kurzen Roman vorzuweisen, mehr ein Heft als ein Buch, gedruckt in übergroßen Lettern und „auf einer Art von Kaffee-Sieb-Papier“ (gemeint ist Büttenpapier). Es spielt in mondänen Salons und üppigen Frauengemächern, voll von uralten Möbeln und unbezahlbaren Kleinodien. Eine Sanatoriumsangestellte hatte in einer müßigen Viertelstunde den „Roman“ gelesen. Sie fand ihn „raffiniert, was ihre Art war, das Urteil ‚unmenschlich langweilig‘ zu umschreiben“. Sein schmales Œuvre kompensiert Spinell mit seiner theatralischen Schwärmerei für alles „Schöne“ und stundenlangem Briefeschreiben.
Groß gewachsen und plump, mit kariösen Zähnen und ohne Bartwuchs, wird er hinter seinem Rücken „der verweste Säugling“ genannt. Spinell heißt auch ein Mineral, das wie ein wertvoller Stein erscheint, tatsächlich aber von geringem Wert ist. Vorlage für die äußere Erscheinung Spinells soll der Schriftsteller Arthur Holitscher gewesen sein.

#### Herr Klöterjahn
Herr Klöterjahn verkörpert einerseits Lebenstüchtigkeit und Vitalität, andererseits aber auch Grobheit und Vulgarität. Er hat „das Herz auf dem rechten Fleck“, weiß Wörter wie „Kaffee“ oder „Bottersemmeln“ in einer genussvollen Art auszusprechen, die Spinell Unbehagen bereitet. „Klötern“ ist umgangssprachlich ein Synonym für „klappern“ oder „klimpern“ (z. B. mit Geld), aber auch für „urinieren“. Kein Wunder, dass Klöterjahn einst in seinem Sohn seine unverfälschte Fortsetzung finden wird und dass der kränklich-welke Spinell ihn hasst und seinen Namen verhöhnt, ungeachtet der Tatsache, dass dieser – anders als sein eigener – in der Welt Kredit verleiht.
Kontrastpaare, an die Spinell und Klöterjahn erinnern mögen, hat Thomas Mann schon vorher – mit sanfter Ironie statt ätzender Karikatur – motivisch ausgeführt, und eher einander ergänzend als widersprechend: Hanno Buddenbrook und sein Freund Kai Graf Mölln, Tonio Kröger und dessen Schulfreund Hans Hansen.

#### Gabriele Klöterjahn
Gabriele Klöterjahn, die „femme fragile“, trägt den überirdisch-zarten Namen des Erzengels Gabriel. Zu Beginn der Novelle steht sie vollständig unter dem Einfluss ihres Mannes, wird durchgängig auch lediglich als „Herrn Klöterjahns Gattin“ bezeichnet. Wenn sie auch in ihrer Jugend geistigen und kulturellen Dingen gegenüber durchaus aufgeschlossen war und Klavier spielte, erlag sie doch bald der Faszination ihres tatkräftigen Gatten, den sie bewusst und gegen den Widerstand ihres Vaters erwählte und dessen Lebensart sie sich anpasste. Spinell gelingt es, die verborgenen Ambitionen und Sehnsüchte in Gabrieles Persönlichkeit freizulegen: Während sie am Klavier des Sanatoriums den Tristan spielt, tritt ihr eigentliches Wesen wieder zu Tage, was sie freilich der selbstsicheren Welt ihres Mannes entfremdet und letztlich zu ihrem Tod führt.

### Kunstbemerkungen
In einem der Dialoge meint Detlev Spinell, die Wirklichkeit sei von einer „fehlerhaften Tatsächlichkeit“. Er halte es für plump, ihr wirklichkeitsgierig zu begegnen. Die Wortverbindung wirklichkeitsgierig empfindet Gabriele Klöterjahn als „ein richtiges Schriftstellerwort. Es liegt so manches darin […], etwas Unabhängiges und Freies, das sogar der Wirklichkeit die Achtung kündigt.“ Sie ahnt, dass Kunst die Wirklichkeit übertrifft, dass Gestaltung durch Kunst eine „höhere Wirklichkeit“ schafft.

### Autobiographisches
Vordergründig auf die Figur Spinell bezogen, macht Thomas Mann seine eigene Arbeitsweise publik: „Für einen, dessen bürgerlicher Beruf das Schreiben ist, kam er jämmerlich langsam von der Stelle, und wer ihn sah, mußte zu der Anschauung gelangen, daß ein Schriftsteller ein Mann ist, dem das Schreiben schwerer fällt, als allen anderen Leuten. […] Andererseits muß man zugeben, daß das, was schließlich zustande kam, den Eindruck der Glätte und Lebhaftigkeit erweckte.“ Thomas Mann hat nie einen Hehl daraus gemacht, dass ihn das Schreiben anstrenge. An seinen Romanen und Erzählungen hat er täglich nur zwei oder drei Vormittagsstunden geschrieben und dabei selten mehr als eine Seite zu Papier gebracht. „Das Schreiben wurde mir immer schwerer als anderen, alle Leichtigkeit ist da Schein“ (am 10. Dezember 1946 an Gottfried Kölwel). Sein Lebenswerk hat Thomas Mann „in kleinen Tagewerken aus aberhundert Einzelinspirationen zur Größe emporgeschichtet“ (Zitat aus Der Tod in Venedig, 1913, S. 23).

## Literatur

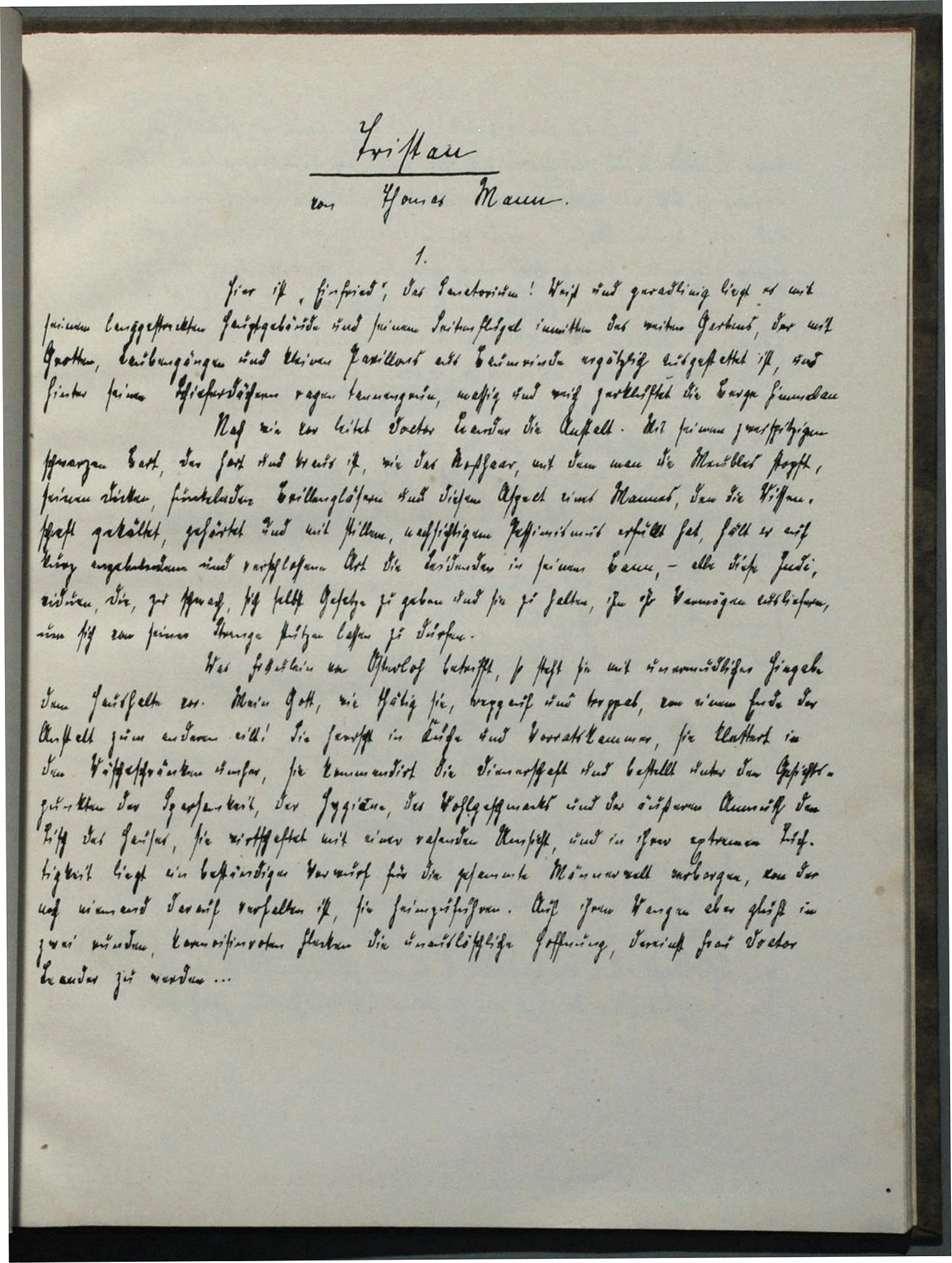
Faksimile des Manuskripts